# Малави
 Тази статия е за държавата в Африка.  За езерото вижте Малави (езеро).  
Република Малави е държава в Югоизточна Африка, без излаз на море. Заобиколена е от Танзания на север, Замбия на северозапад, а на изток, юг и запад се вдава в Мозамбик. Езерото Малави заема около една пета от територията на страната по продължение на почти цялата източна граница. Страната е една от най-бедните в света и икономиката ѝ разчита главно на чуждестранни помощи.

## История
Смята се, че територията на днешно Малави е заселена още през X век. Към  XV век местните племена вече са обединени и създават кралство, простиращо се между град Нкотакота (днес в Малави) и река Замбези, и от езерото Малави до река Луангва. През XVI век племенни водачи създават съюз и започват да търгуват с Португалия, която по това време провежда експедиции в района. Век по-късно обаче кралството се разпада на много малки индивидуални племенни владения.
Дейвид Ливингстън достига езерото Малави (тогава носещо името Няса) през 1859 година, когато Малави е познато с името Нясаленд и е владение на Великобритания. Колониалното правителство на Нясаленд е сформирано през 1891 година. През следващия век, през 1953 година, британците формират ЦАФ (Централноафриканската федерация), обединявайки Нясаленд със Северна и Южна Родезия (днешни Замбия и Зимбабве). Целта е главно политическа. В Нясаленд обаче има недоволство от сливането. Върл противник е доктор Хейстинг Камузу Банда, който открито протестира срещу новосъздадената федерация. Затворен е през 1958 година по нареждане на Колониалния съвет, но година по-късно е освободен. Спечелва симпатиите на народа и по време на изборите през 1963 година е избран за премиер на Нясаленд. Същата година се взема решение от колониалната власт да се разтрогне Централноафриканската федерация. Нясаленд обявява независимост на 6 юли 1964 година, променя името си на Малави, а Хейстинг Банда става председател на новосъздаденото правителство. През 1970 година той се провъзгласява за „президент доживот“. По време на управлението му държавата, макар и с ограничени свободи, става пример как една бедна на ресурси страна може да просперира. Под международен натиск през 1993 година се провежда референдум, на който хората избират многопартийната пред досегашната еднопартийна политическа система.

## Държавно устройство
Според конституцията от 1995 г. върховен законодателен орган е парламентът. Състои се от Национална асамблея (193 депутати) и президент. Изпълнителната власт се осъществява от президента (избиран за 5 години), който е и глава на правителството.

## Природа
Природата на Малави е наистина разнообразна – високи планини, дълбоки езера, широки полета, влажни места и места, където температурите достигат 50 градуса. В страната има пет национални парка. Тя може да предложи много красиви пейзажи – покрити със сняг планински върхове, гледани от полупустинна равнина и много други.

## Икономика
Икономиката на Малави е главно представена от земеделие. Съществува правителствена програма за субсидиране отглеждането на памук, заради намаленото търсене на тютюн, който е основният износ на Малави. Икономическите реформи в Малави имат за цел да подобрят финансовото състояние на страната. Взети са мерки като насърчаване на частни инвестиции, рационализиране на данъците, приватизация на предприятия и други. Малави е включена в ГНБСС.

## Административно деление
Малави се поделя административно на 3 региона – Северен, Централен и Южен. От своя страна регионите се поделят на окръзи, като общият брой на окръзите е 28. Окръзите са:
| Централен регион 1. Дедза 2. Дова 3. Касунгу 4. Лилонгве 5. Мчинджи 6. Нхотакота 7. Нтчеу 8. Нтчиси 9. Салима | Северен регион 10. Читипа 11. Каронга 12. Ликома 13. Мзимба 14. Нхата Бей 15. Румфи | Южен регион 16. Балака 17. Блантайр 18. Чикуауа 19. Чирадзулу 20. Мачинга 21. Мангочи 22. Мулание 23. Мванза 24. Нсанже 25. Тхиоло 26. Паломбе 27. Зомба 28. Нено |

## Население
Малави носи името си от марави – народ, дошъл по тези земи от Южно Демократична република Конго в периода около 1400 година. Когато достигат езерото Малави, те се разделят на две – едните (прадеди на днешното племе чевас (или чеуас)) тръгват на юг по брега на езерото, а другите (прадеди на днешното племе Нянйа) тръгват надолу, стигайки до днешните източни части на Малави. Към 1500 година двете племена се събират и образуват кралство. Чевас съставляват 90% от населението на централния регион; нянйа доминират на юг и в някои части на север. Също така има и хора от племената тонга, нгони, зулу и яо, като последните изповядват главно ислям и са заселени близо до границата с Мозамбик. В страната пребивават и други племена, бегълци от Мозамбик. В страната живеят и европейци (британци и португалци) и азиатци (индийци).

### Хуманитарната криза
По-големи проблеми за населението в Малави:
- недобро изхранване на населението
- малка част от населението е с достъп до здравеопазване
- слаб надзор от правителството
- неправилно използване на чуждестранните помощи
- нисък брой на учащи деца
- разпространението на ХИВ/СПИН
- икономически клаузи, наложени от правителството, спъващи икономиката
- корупция
- глобалното затопляне

Изчислено е, че около 110 деца на 1000 се раждат мъртви. Има повече от милион сираци, родителите на 700 хил. от които са починали от СПИН. Правителството е изчислило, че 14,2% от населението са ХИВ-позитивни, като умрелите от СПИН през 2003 година в Малави са над 90 хиляди. Според много лекари 30% от населението са носители на вируса. Продължителността на живота в Малави е малко над 40 години.

### Изхранване на населението
Малави, както и други страни в Южна Африка страдат от проблеми, свързани с невъзможността за изхранване на населението си. Малави страда от „гладни години“ като тази през 2003 година, когато 30% от населението са засегнати. Гладът е причинен главно от суша, корупция в правителството и бързото разпространение на малария и други болести. Някои световни организации помагат на страната, като даряват безвъзмездно храна и семена, торове и други. Според източници обаче тези помощи не стигат до най-бедните жители на Малави. Въпреки тези упреци, се забелязва подобряване на положението и дори Малави изнася храна за съседните си страни, също засегнати от суша.

## Други
- Комуникации в Малави
- Транспорт в Малави
- Армия на Малави
- Външна политика на Малави